# Divisadero (Chihuahua)
El Divisadero is een plaats in de Mexicaanse deelstaat Chihuahua. De plaats heeft 27 inwoners (2005) en is gelegen in de gemeente Urique.
Divisadero is eigenlijk weinig meer dan een station aan de Chihuahua al Pacificospoorlijn. Desalniettemin is het zeer bekend omdat het de enige plaats aan die spoorlijn is met een direct uitzicht op de spectaculaire Koperkloof.

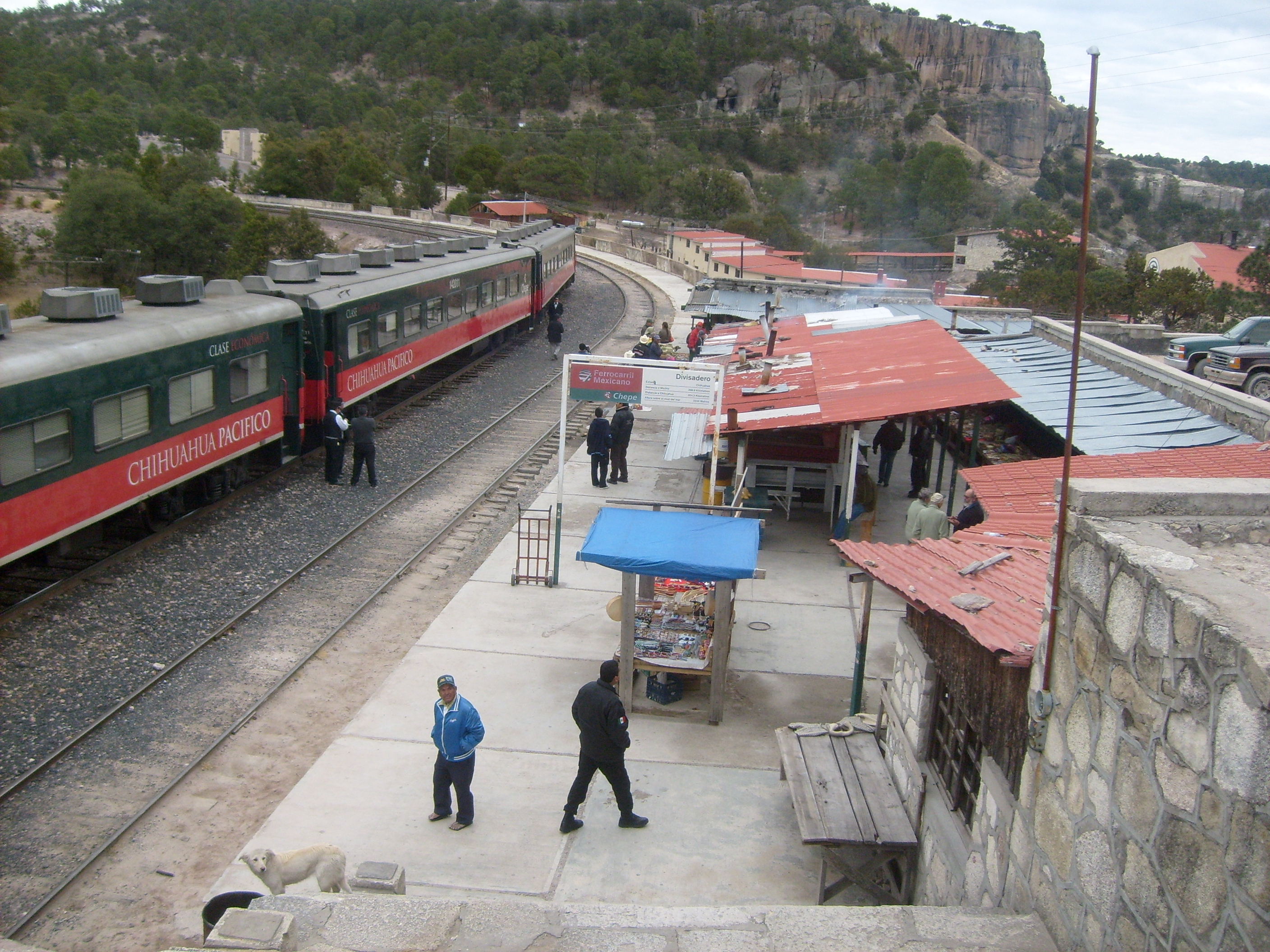
Station van El Divisadero met zicht op bewoning en hotels aan rechterzijde
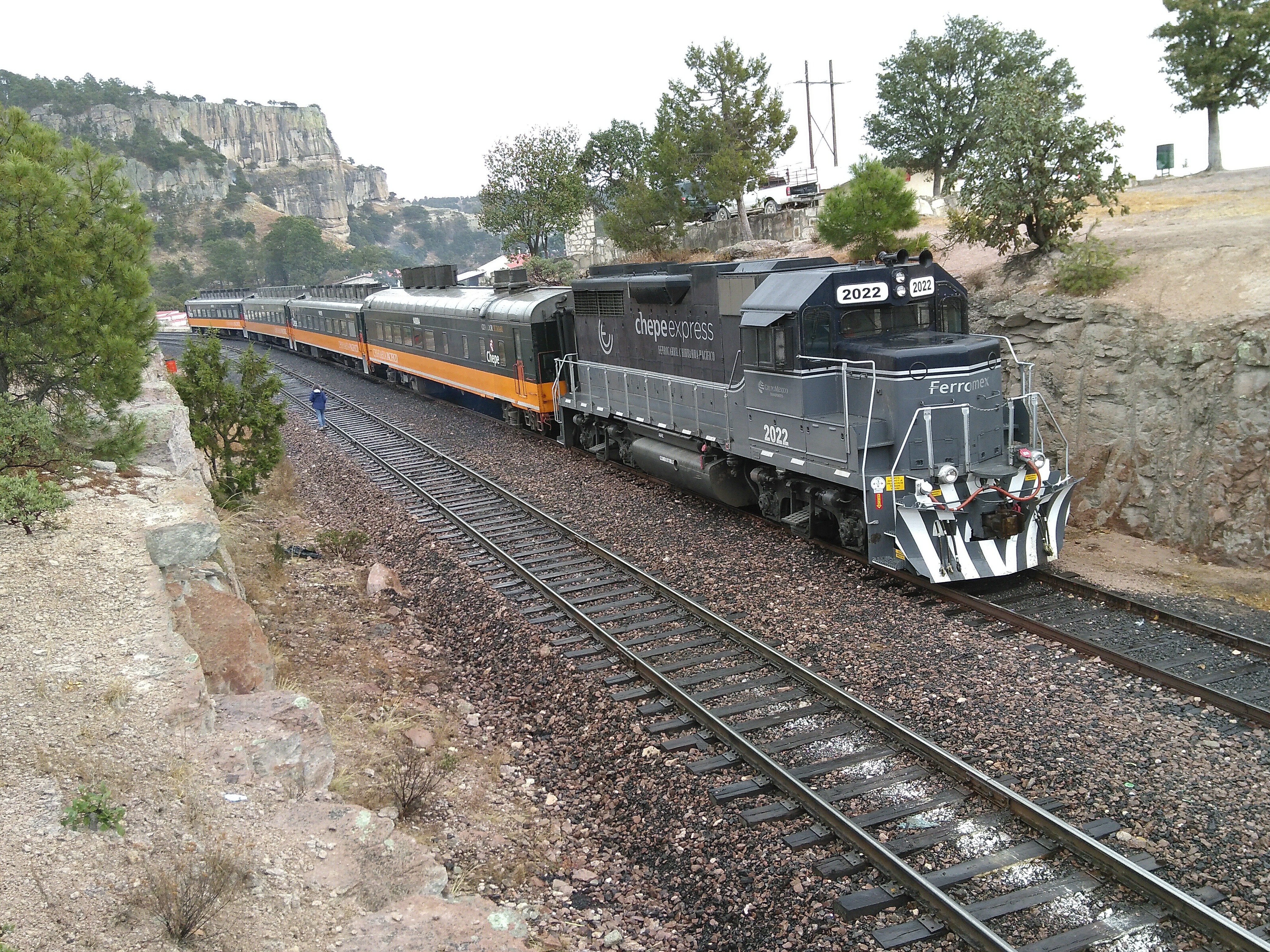
Stilstaande trein in station van El Divisadero
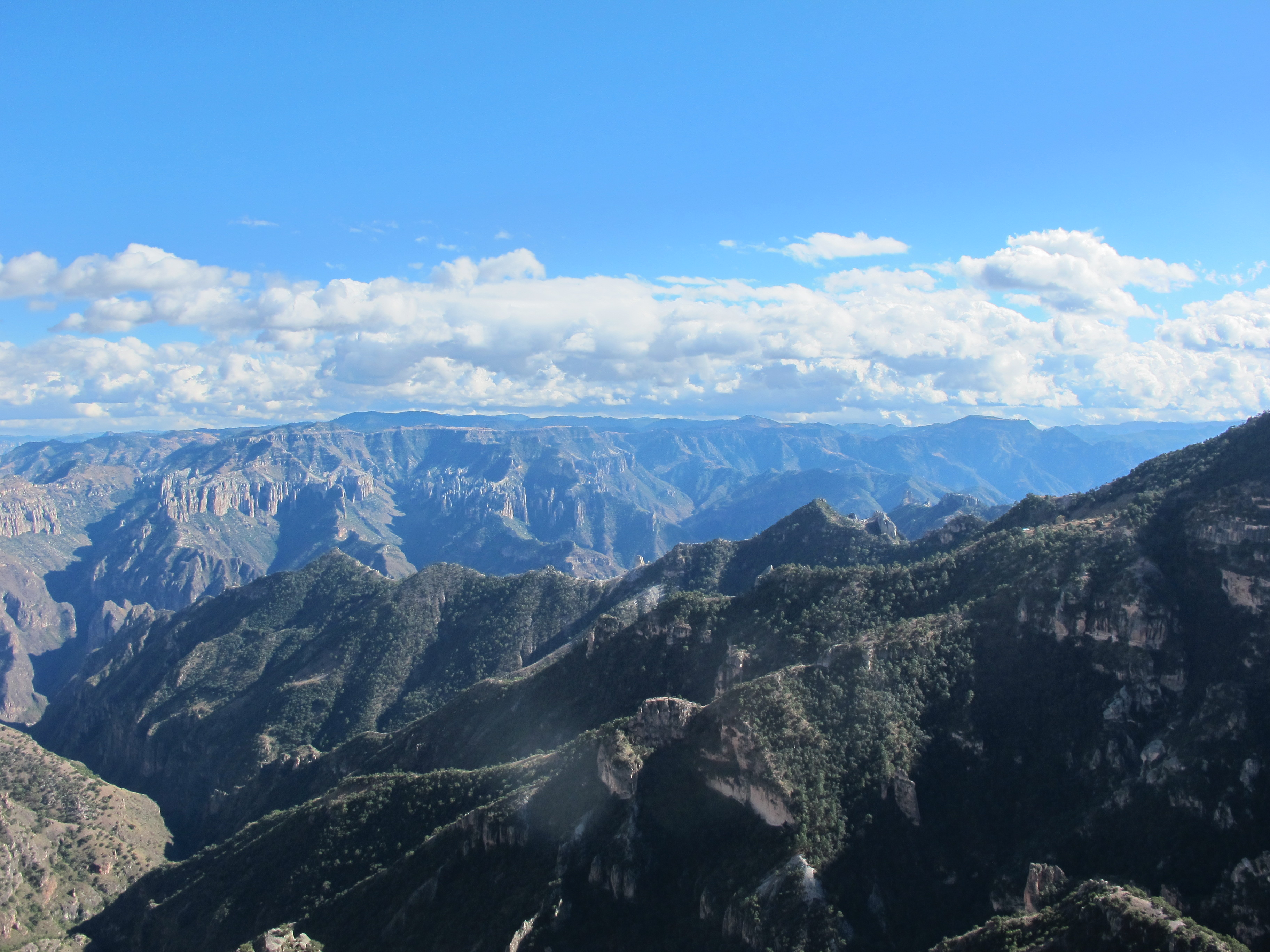
Zicht op de Koperkloof vanuit El Divisadero